# Microcosmus helleri
Microcosmus helleri är en sjöpungsart som beskrevs av William Abbott Herdman 1881. Microcosmus helleri ingår i släktet Microcosmus och familjen lädermantlade sjöpungar. Inga underarter finns listade i Catalogue of Life.